# Битва під Заславом (1920)
Би́тва під За́славом — бойові сутички, що відбулися 23 вересня 1920 року між союзницькими УНР підрозділами Війська Польського і російськими загонами під час вересневої офензиви польсько-російської війни в околицях сіл Щурівці, Топори, Топірчики, Ріпки, Припутенка, Припутні та міста Заслав (нині Ізяслав) на Волині (Хмельницька область).

## Сили сторін
З польського боку:
- І кавалерійська бригада
  - 5-й полк уланів
  - 6-й полк уланів
  - 11-й полк уланів
  - батарея артилерії

З російського боку:
- 24-та стрілецька дивізія
- 47-ма стрілецька дивізія
- Окрема башкірська кавалерійська бригада